# Gastly
Gastly (japanski: ゴース Gōsu (Ghos)) jedan je od 1025 fiktivnih vrsta Pokémona iz medijske franšize Pokémon, skupa Pokémon videoigara, animiranih serija, manga stripova, knjiga, igraćih karata i drugih medija kojima je tvorac Satoshi Tajiri. Svrha je Gastlyja u videoigrama, animiranoj seriji i manga stripovima, kao i svrha ostalih Pokémona, borba s divljim Pokémonima – neukroćenim stvorenjima koje igrači i likovi pronalaze dok kreću na razne avanture – i pripitomljenim Pokémonima drugih Pokémon trenera.

## Etimologija imena
Gastly u sebi sadrži engl. riječ gas= plin, a cijelo ime je alternativan način pisanja riječi ghastly= užasavajuć. Slično je i riječi ghost= duh, što je zapravo japansko ime ovog Pokemona, ali bez slova "T", koje japansko ime Hauntera ima.

## Pokédex podaci
- Pokémon Red/Blue :Skoro nevidljiv, ovaj plinoviti Pokemon obavija žrtvu i uspavljuje ju.
- Pokémon Yellow : Navodno se pojavljuje u starim, oronulim zgradama. Nema pravog oblika jer izgleda da je sačinjen od plina.
- Pokémon Gold : Sa svojim tijelom nalik plinu se može ušuljati gdjegod poželi. Međutim, vjetar ga može otpuhati.
- Pokémon Silver : Njegovo tanko tijelo je sačinjeno od plina. Može obaviti protivnika bilo koje veličine i uzrokovati gušenje.
- Pokémon Crystal : Omata protivnika svojim plinovitim tijelom, polako oslabljujući svoj plijen trovanjem kroz kožu.
- Pokémon Ruby : Gastly je većinom sastavljen od plinovite tvari. Kad je izložen jakom vjetru, plinovito tijelo brzo kopni. Skupine ovog Pokemona se okupljaju pod strehama kuća da pobjegnu od naleta vjetra.
- Pokémon Sapphire : Gastly je većinom sastavljen od plinovite tvari. Kad je izloženo jakom vjetru, plinovito tijelo brzo kopni. Skupine ovog Pokemona se okupljaju pod strehama kuća da pobjegnu od naleta vjetra.
- Pokémon Emerald : Kad je izloženo jakom vjetru, Gastlyjevo plinovito tijelo brzo kopni. Okupljaju se pod strehama kuća da pobjegnu od naleta vjetra.
- Pokémon FireRed : Biće koje postoji kao tanašan plin. Može oboriti indijskog slona obavijajući plijen u dvije sekunde.
- Pokémon LeafGreen : Skoro nevidljiv, ovaj plinoviti Pokemon obavija žrtvu te ju bez upozorenja uspavljuje.
- Pokémon Diamond : Tijelo ovog Pokemona je sačinjeno 95% od plinova, koje otpuhuju jaki naleti vjetra.
- Pokémon Pearl : Pokemon stvoren od otrovnih plinova. Pobjeđuje i najveće protivnike obavijajući ih plinom.

## Opis
Gastly je Pokémon koji svojim oblikom tijelom podsjeća na kuglu koja oko sebe ima ljubičasti smog. Ruke i noge su mu nevidljive. Gastlyevo lice isto je kao kod onog u Cloystera, iako ta dva Pokémona nisu u srodstvu. Često plaši ljude radi zabave.

## Tehnike
| Prirodne tehnike               | Prirodne tehnike | Prirodne tehnike |
| ------------------------------ | ---------------- | ---------------- |
| Tehnika                        | Vrsta tehnike    | Razina           |
| Hipnoza(Hypnosis)              | Psihički         |                  |
| Lizanje (Lick)                 | Duh              |                  |
| Pakost(Spite)                  | Duh              | 5                |
| Oštar pogled (Mean Look)       | Normalni         | 8                |
| Kletva (Curse)                 | Duh              | 12               |
| Noćna sjenka (Night Shade)     | Duh              | 15               |
| Zbunjujuća zraka(Confuse Ray)  | Duh              | 19               |
| Podli udarac(Sucker Punch)     | Mračni           | 22               |
| Odmazda (Payback)              | Mračni           | 26               |
| Mračna lopta (Shadow Ball)     | Duh              | 29               |
| Jedač snova (Dream Eater)      | Psihički         | 33               |
| Mračni puls (Dark Pulse)       | Mračni           | 36               |
| Okovi sudbine ( Destiny Bond ) | Duh              | 40               |
| Noćna mora (Nightmare)         | Duh              | 43               |

## Statistike
| HP:      | 30  |  |
| Attack:  | 35  |  |
| Defense: | 30  |  |
| Special: | 100 |  |
| SpAtk:   | 100 |  |
| SpDef:   | 35  |  |
| Speed:   | 85  |  |

Statistika Special korištena je samo tijekom prve generacije; kasnije je podijeljenja na Special Attack i Special Defense statistike.

## U animiranoj seriji
Gastlyja posjeduje Morty, vođa dvorane grada Ecruteaka. U epizodi 20, Duh s Djevinog vrha (The Ghost of Maiden's Peak), Gastly se pretvarao da je duh žene koja je 2.000 godina čekala svog voljenoga, te se pretvorila u kamen. Mogao je govoriti, i mijenjati oblik. U epizodi br. 23- Toranj užasa (The Tower of Terror), jedan Gastly terorizira Tim Raketa.

## U videoigrama
Gastly evoluira u Hauntera na 25. razini.
Može ga se pronaći u Pokemon tornju u igrama Pokemon Red, Blue, Yellow, Fire Red i Leaf Green. U zadnjim dvijema se također može uhvatiti i u Izgubljenoj špilji. U igrama Pokemon Gold i Silver se Gastlyja može uhvatiti u Tornju izdanka i Kositrenom tornju (noću), dok se u igri Pokemon Crystal, osim na navedene dvije lokacije, također može uloviti i na Stazama 31, 32 i 36. U igrama Pokemon Diamond i Pearl, Gastly se nalazi u Starom imanju, Izgubljenom tornju i na Stazi 209 (noću).